# Влоджимеж Юшчак
Влоджѝмеж Роман Ю̀шчак (на полски: Włodzimierz Juszczak) е полски гръкокатолически духовник, василианец, епископ на Вроцлавско-Гданската епархия от 1999 година.

## Биография
Влоджимеж Юшчак е роден на 19 юли 1957 година в Легница, в семейството на Иванна (с родово име Телесницка) и Базили Юшчак. Родителите му принадлежат към славянската етнографска група лемки. Кръстен е с името Роман в гръкокатолическата църква в родния си град. Получава основно образование в близкото село Росохата. В периода 1972 – 1976 година учи в Украинския общообразоватен лицей в Легница. След завършване на училище постъпва във Василианския орден на Св. Йосафат. Там приема монашеското име Влоджимеж. През 1983 година завършва Висшата духовна семинария във Варшава. На 28 май същата година е ръкоположен за свещеник от кардинал Хенрик Гулбинович, вроцлавски архиепископ, след което служи в няколно енории. В периода 1984 – 1990 година специализира канонично право в Католическата богословска академия в столицата.
На 24 април 1999 година папа Йоан Павел II го номинира за епископ на гръкокатолическата Вроцлавско-Гданска епархия. На 19 юни приема епископско посвещение (хиротония) от ръката на Ян Мартиняк, пшемишълско-варшавски архиепископ, в съслужие с Василий Ихор Медвит, титулярен епископ на Хадриане и Мишел Хринчишин, титулярен епископ на Зигрис. Същият ден приема канонично епархията и влиза във Вроцлавската гръкокатолическа катедрала като епископ.